# Centrale nucleare di Valdecaballeros
La centrale nucleare di Valdecaballeros è una centrale nucleare spagnola situata presso la città di Valdecaballeros, in Estremadura. L'impianto doveva essere composto da due reattori BWR da 1878MW di potenza netta, la costruzione fu sospesa nel 1984 a causa della moratoria sul nucleare.